# Beryli carbide
Beryli carbide là một hợp chất carbide kim loại có công thức hóa học là Be2C. Giống như kim cương, nó là một hợp chất rất cứng. Nó được sử dụng trong các lò phản ứng hạt nhân như một vật liệu cốt lõi.

## Điều chế
Beryli carbide được điều chế bằng cách nung nóng beryli và carbon ở nhiệt độ cao (trên 950 °C). Nó cũng có thể được điều chế bằng cách khử beryli oxide với carbon ở 2.000 °C:
2BeO + 3C → Be2C + 2CO
Beryli carbide phân hủy rất chậm trong nước và tạo thành khí methan:
Be2C + 2H2O → 2BeO + CH4
Tốc độ phân hủy nhanh hơn trong acid vô cơ với sản phẩm phụ là khí methan.
Be2C + 4H+ → 2Be2+ + CH4
Trong dung dịch kiềm đặc nóng, phản ứng xảy ra rất nhanh, tạo thành kim loại kiềm beryli và khí methan:
Be2C + 4OH− → 2BeO22− + CH4